# Рапп, Вильгельм
Вильгельм Людвиг Рапп (Wilhelm Ludwig Rapp, 1794—1868) — немецкий анатом.

## Биография
Изучал медицину в Тюбингенском университете, где в 1817 году получил степень доктора за диссертацию «Experimenta nova chemica circa methodes varias veneficium arsenicale detegendi». После этого учился в Париже у Жюссье, Лаэннака и Кювье. В 1818—1819 годах продолжил изучение медицины в Штутгарте. В 1819 году приглашён профессором в Тюбинген по кафедрам анатомии человека и физиологии, патологической анатомии, зоологии и сравнительной анатомии.
Совершил несколько путешествий по Германии, Франции, Швейцарии, Италии и Скандинавии с целью собирания анатомического материала для основанного им в Тюбингене музея при университете. При этом обнародовал ряд работ по зоологии: о строении Argonauta, полипов, о рыбах Боденского озера. Кроме того, он писал о скелете индийского крокодила, о китообразных и неполнозубых. Из его работ по физиологии и патологической анатомии наиболее известны: «Die Verrichtigungen d. fünften Hirnnervenрааres» (Лейпциг, 1832), «Ueber Harnsteine» («Würtl. Dat. Abh.», 1826) и другие.